# Альметьевский район
Альме́тьевский райо́н (тат. Әлмә́т районы́) — административно-территориальная единица и муниципальное образование (муниципальный район) в составе Республики Татарстан Российской Федерации. Находится на юго-востоке региона. Административный центр — город Альметьевск.
Деревня Альметево и местность вокруг неё впервые упоминаются в источниках с первой трети XVIII века. С середины следующего столетия Альметьевская волость находилась в составе Бугульминского уезда (с 1920-го — кантона) Самарской губернии. Волость получила статус района 10 августа 1930 года.
Руководство планирует создать в районе третью особо экономическую зону в регионе по примеру «Алабуги» и «Иннополиса». Первый этап строительства намечен на 2024 год.

## География
Альметьевский район расположен на юго-востоке Татарстана. Граничит на севере с Сармановским, Заинским и Нижнекамским, на западе с Новошешминским и Черемшанским, на юге с Лениногорским и Бугульминским, на востоке с Азнакаевским районами. Общая площадь составляет 2542,93 км². В состав района входят 99 населённых пункта. Главный административный центр — город Альметьевск, который является самостоятельным муниципальным образованием.
Район находится на северо-западе Бугульминского плато. Средняя высота местности здесь составляет 200—300 метров. Протекают реки Кичуй, Степной Зай и Урсалбаш с их притоками. В регионе имеются запасы нефти, каменного угля и других полезных ископаемых. Климат умеренно-континентальный с прохладным летом и холодной зимой.

## Герб и флаг
Совет Альметьевского муниципального района утвердил современный герб 26 декабря 2006 года. Его выполнили альметьевцы Рафаэль Курамшин и Марат Исламов, а в доработке принимали участие члены Геральдического совета при президенте России и Союза геральдистов России. Герб представляет собой зелёно-красное полотно с начертанными на нём золотой лестницей и фонтаном, вписанными в цветок тюльпана. Золотая лестница аллегорически изображает нефтяную вышку, а чёрный фонтан подчёркивает вклад нефтяной промышленности в экономику края. Сочетание чёрного и золотого символически характеризует нефть как «чёрное золото». Как отмечается в постановлении районного совета, цветовая гамма щита указывает на богатство природы района и значение промышленности. Зелёное поле олицетворяет географические особенности и природную красоту юго-востока Татарстана. Красная полоса на нижней части герба характеризует Альметьевский район как важный индустриальный центр. Флаг 2006 года повторяет элементы герба района.

## Происхождение названия
Альметьевский район получил своё название от одноимённого поселения (сейчас — административный центр). Как указывает географ Евгений Поспелов, в XIX веке на месте современного города существовала башкирская деревня Альметево. Её название сформировалось из притяжательной формы башкирского имени Альмет, что, вероятно, было сокращением от Аль-Мухаммед (тат. Әлмәт - Әл-Мөхәммәт).

## История

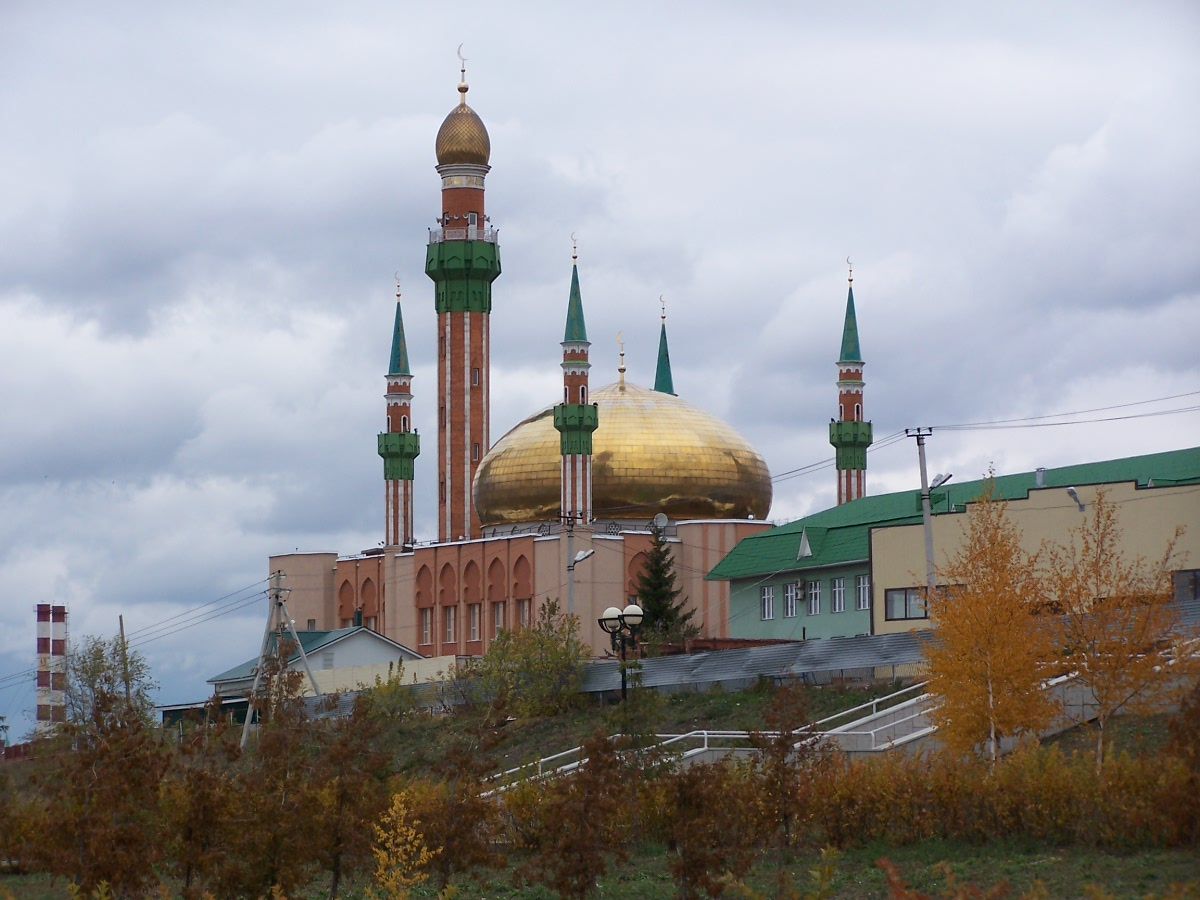
Мусульманский религиозный центр имени Ризы Фахретдина до реконструкции

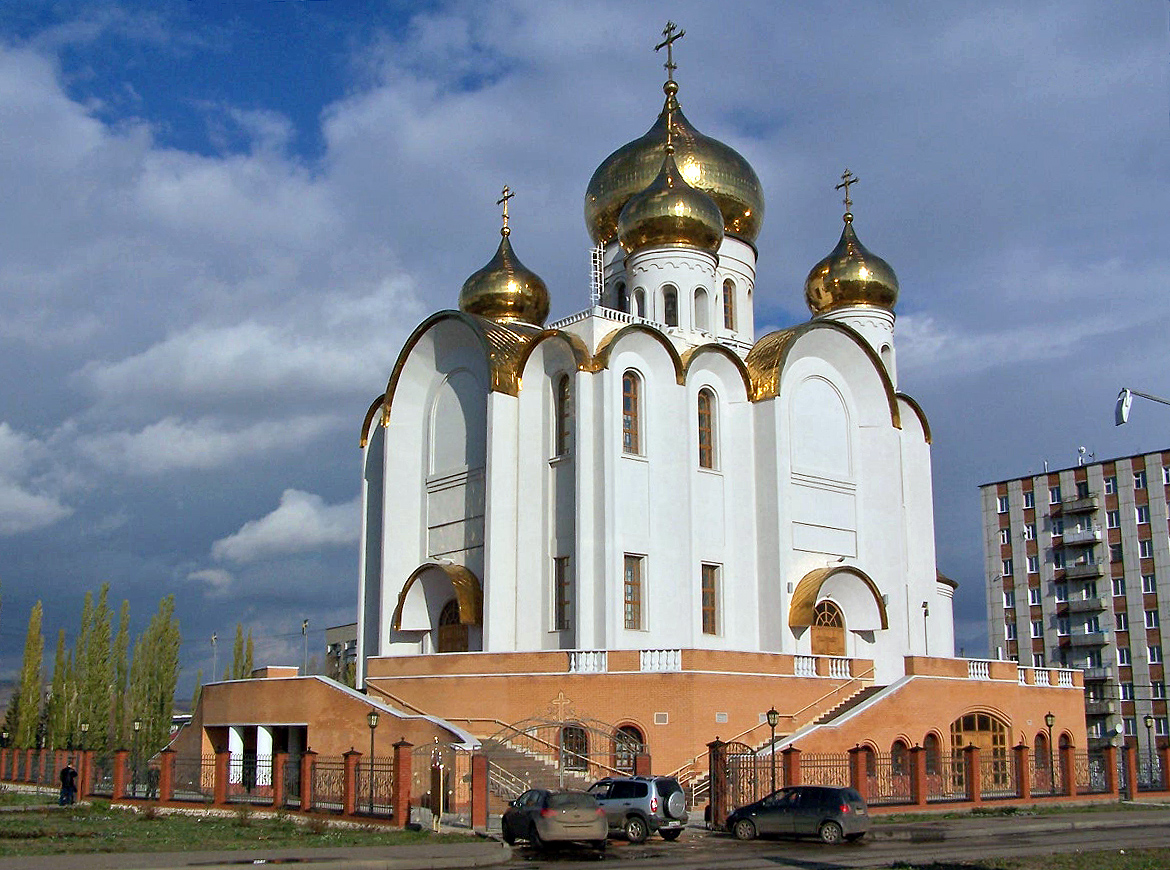
Собор в Альметьевске

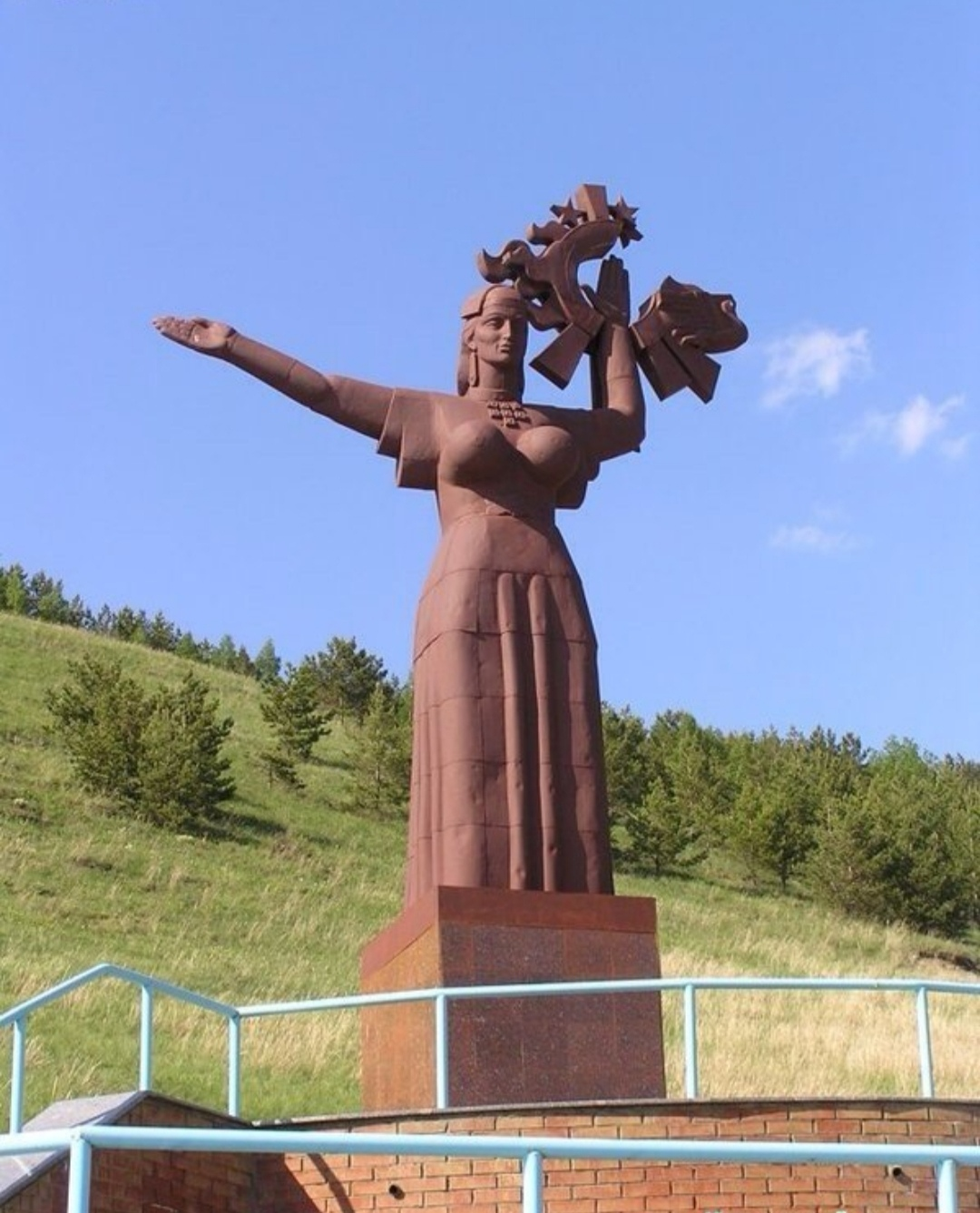
«Мать Татария», скульпт. Р. А. Агафонов

До начала XVIII века территории юго-восточного Закамья оставались малонаселёнными. Из-за близкого соседства Ногайской Орды, до 1630-х это пространство использовалось в качестве «коридора» для передвижения степняков. После оттеснения ногайцев, этнически многообразное местное население продолжало быть малочисленным и часто подвергалось калмыцким набегам. По данным историка Айдара Ногманова, только после того, как башкирское восстание 1704—1711 годов было подавлено, земледельцы стали переселяться в Юго-Восточное Закамье.
В первой половине XVIII века современный Альметьевский район относился к Надыровской волости и был заселён преимущественно ясачным нерусским населением. Хотя точных данных об основании Альметьево не сохранилось, историки предполагают, что первое поселение возникло в период с 1719 по 1730-е годы. Первое упоминание деревни относится к началу башкирского восстания. В письме полковнику Ивану Татищеву от 24 июня 1735 года, местный мулла Альмет сообщал о планах восставших и закончил документ подписью:
Это письмо писал я, Альмет-мулла, з Заю с Алметевой деревни.
По мнению краеведа Р. Х. Амирханова, основателем деревни был местный мулла Алмет Сеитов. С этой точкой зрения спорит башкирский историк Анвар Асфандияров. В своём труде «Аулы мензелинских башкир» он утверждает, что только что ставший духовным лидером 23-летний Сеитов не мог обладать таким авторитетом в аульной общине. В качестве более вероятной фигуры на роль основателя Асфандияров называет проправительственного духовного деятеля Альмета-муллу Каратаметова.
По мнению башкирских историков, башкирами племени Юрми были основаны следующие селения района, в прошлом входившие в состав Юрмийской волости Бугульминского уезда: Абдрахманово, Альметьево (ныне город Альметьевск), Бишмунча, Кама-Исмагилово, Новое Каширово, Новое Надырово, Тайсуганово, Сулеево, Кичучатово, Урсалабаш, Чупаево. В период кантонного управления на современной территории района расплолагалась 2-я юрта X (1798—1803 гг.), XI (1803—1847 гг.), XII (1847—1854 гг.) башкирских кантонов. В 1920-е годы жителями деревни Бишмунчи были основаны Ак-Чишма и Кама-Елга.
На протяжении XVIII и XIX веков количество поселений будущего Альметьевского района продолжало расти. Ново-Московская дорога постепенно заселялась крестьянами из Симбирского, Пензенского, Казанского, Нижегородского, Касимовского и других уездов. К ревизии (учёт населения в имперской России) 1746 года были образованы 54 новых поселения, самыми крупными из которых были Тайсуганово, Альметьево, Старое Надырово (Нагорное) и другие. Некоторые из них были занесены в атлас Оренбургской губернии, к которой Восточное Закамье относилось в XVIII и первой половине XIX веков. В самом Альметьево в 1746 году числилось 62 души ясачных татар мужского пола. В 1795-м там проживало 700 тептярей (возможен совместный с татарами ревизионный учёт) и башкир; в 1834-м — 123 башкира и 544 тептяря. В середине XIX века в селении числится уже 1518 казённых крестьян и башкир. Здесь были построены мечеть, почтовая станция, два завода, проводились ярмарки и базары. В 1851 году Альметьевская волость вошла в состав Бугульминского уезда Самарской губернии.
В 1917 году в Татарстане установилась Советская власть. Во время Гражданской войны в Альметьево и регионе происходили столкновения воюющих сторон. В 1918 году красноармейцы воевали с частями чехословацких войск, а в 1919-м — против армии Колчака. Зимой следующего года в Бугульме вспыхнуло так называемое «Вилочное восстание» местных крестьян против несправедливой продразвёрстки. Бунт охватил юго-восток Татарстана, в том числе и Альметьево, но через несколько месяцев был подавлен властями. В 1920-м Альметьевская волость стала частью Бугульминского кантона Татарской АССР.
Непосредственно Альметьевский район был образован 10 августа 1930 года. В 1953-м райцентр получил звание города и был переименован в Альметьевск. Границы района неоднократно менялись. В 1959 году в его состав вошла часть упразднённого Акташского района. Ещё через четыре года были присоединены Азнакаевский, часть Заинского, Новошешминского и Первомайского районов. На данный момент город и район являются крупным промышленным и культурным центром Татарстана.

## Население

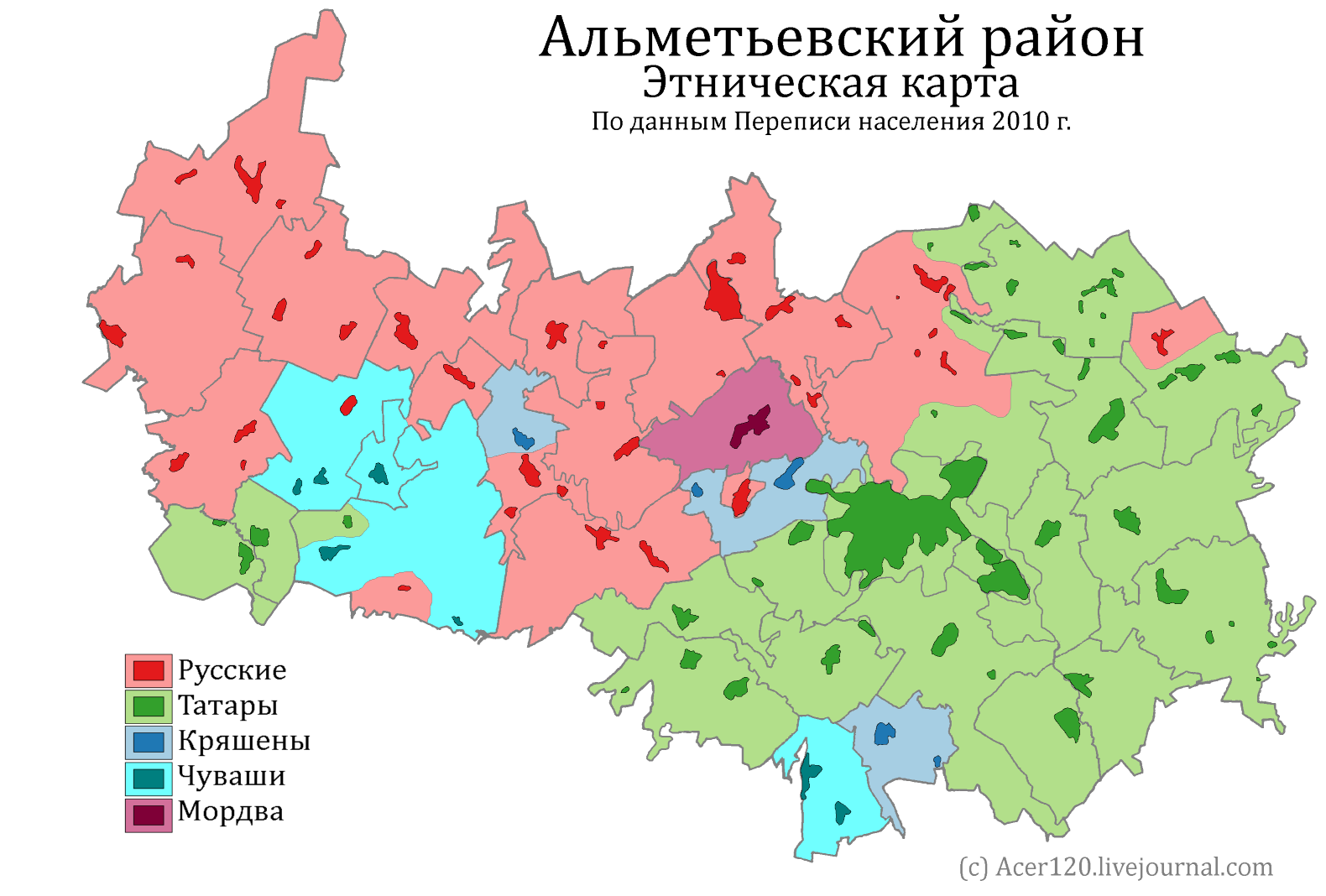
Этническая карта Альметьевского района

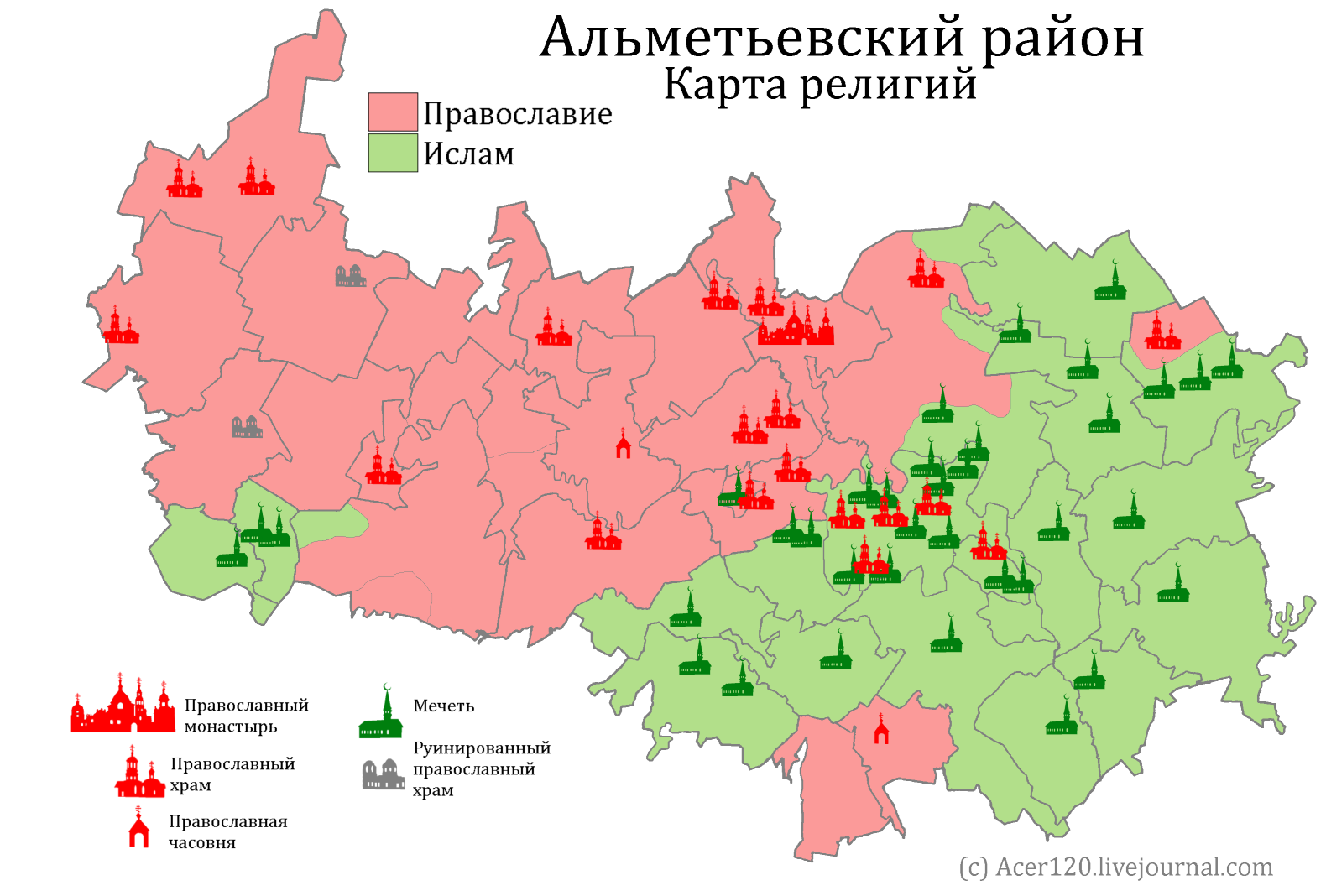
Религиозная карта Альметьевского района

В городских условиях (город Альметьевск и пгт. Нижняя Мактама) проживают 81,28 % населения района.
| 1939     | 1959     | 1970     | 1979     | 1989     | 2002     | 2003     |
| -------- | -------- | -------- | -------- | -------- | -------- | -------- |
| 35 366   | ↗58 542  | ↗81 976  | ↘49 722  | ↘33 988  | ↗40 624  | ↘38 600  |
| 2004     | 2005     | 2006     | 2007     | 2008     | 2009     | 2010     |
| ↗38 800  | ↗50 489  | ↗51 150  | ↗51 858  | ↗194 149 | ↗194 892 | ↗197 493 |
| 2011     | 2012     | 2013     | 2014     | 2015     | 2016     | 2017     |
| ↗197 575 | ↗198 925 | ↗200 382 | ↗201 423 | ↗202 690 | ↗204 101 | ↗205 592 |
| 2018     | 2019     | 2021     |          |          |          |          |
| ↗207 107 | ↗208 046 | ↗213 235 |          |          |          |          |

## Муниципально-территориальное устройство
В Альметьевском муниципальном районе 37 муниципальных образований, в том числе 2 городских поселения и 35 сельских поселений и 99 населённых пунктов в их составе.
| №        | Муниципальное образование              | Админ. центр                      | Количество населённых пунктов | Население | Площадь, км² |
| -------- | -------------------------------------- | --------------------------------- | ----------------------------- | --------- | ------------ |
| 1e-06    | Городские поселения                    |                                   |                               |           |              |
| 1        | город Альметьевск                      | город Альметьевск                 | 1                             | ↘163 747  |              |
| 2        | посёлок городского типа Нижняя Мактама | пгт. Нижняя Мактама               | 2                             | ↘11 414   |              |
| 2.000002 | Сельские поселения                     |                                   |                               |           |              |
| 3        | Абдрахмановское сельское поселение     | село Абдрахманово                 | 1                             | ↗1674     |              |
| 4        | Альметьевское сельское поселение       | посёлок Молодёжный                | 3                             | ↘637      |              |
| 5        | Аппаковское сельское поселение         | село Аппаково                     | 4                             | ↗693      |              |
| 6        | Багряж-Никольское сельское поселение   | деревня Дальняя Ивановка          | 3                             | ↘243      |              |
| 7        | Бишмунчинское сельское поселение       | село Бишмунча                     | 5                             | ↗959      |              |
| 8        | Борискинское сельское поселение        | село Борискино                    | 3                             | ↘530      |              |
| 9        | Бутинское сельское поселение           | село Бута                         | 1                             | ↘359      |              |
| 10       | Васильевское сельское поселение        | село Васильевка                   | 2                             | ↘549      |              |
| 11       | Верхнеакташское сельское поселение     | село Верхний Акташ                | 1                             | ↗869      |              |
| 12       | Верхнемактаминское сельское поселение  | село Верхняя Мактама              | 2                             | ↗1165     |              |
| 13       | Елховское сельское поселение           | село Елхово                       | 1                             | ↘817      |              |
| 14       | Ерсубайкинское сельское поселение      | село Ерсубайкино                  | 2                             | ↘489      |              |
| 15       | Калейкинское сельское поселение        | село Калейкино                    | 2                             | →1751     |              |
| 16       | Кама-Исмагиловское сельское поселение  | село Кама-Исмагилово              | 1                             | ↘674      |              |
| 17       | Кичуйское сельское поселение           | село Кичуй                        | 2                             | ↗824      |              |
| 18       | Кичучатовское сельское поселение       | село Кичучатово                   | 1                             | ↘876      |              |
| 19       | Клементейкинское сельское поселение    | село Клементейкино                | 4                             | ↘495      |              |
| 20       | Кузайкинское сельское поселение        | село Кузайкино                    | 1                             | ↘676      |              |
| 21       | Кульшариповское сельское поселение     | село Кульшарипово                 | 1                             | ↗1885     |              |
| 22       | Лесно-Калейкинское сельское поселение  | железнодорожная станция Калейкино | 2                             | ↗2120     |              |
| 23       | Маметьевское сельское поселение        | село Маметьево                    | 3                             | ↘1452     |              |
| 24       | Миннибаевское сельское поселение       | село Миннибаево                   | 2                             | ↗1756     |              |
| 25       | Нижнеабдулловское сельское поселение   | село Нижнее Абдулово              | 2                             | →808      |              |
| 26       | Новокашировское сельское поселение     | село Новое Каширово               | 4                             | ↘1991     |              |
| 27       | Новонадыровское сельское поселение     | село Новое Надырово               | 1                             | ↗1527     |              |
| 28       | Новоникольское сельское поселение      | село Новоникольск                 | 10                            | ↘795      |              |
| 29       | Новотроицкое сельское поселение        | село Новотроицкое                 | 2                             | ↘1026     |              |
| 30       | Русско-Акташское сельское поселение    | село Русский Акташ                | 2                             | ↘3901     |              |
| 31       | Сиренькинское сельское поселение       | деревня Чувашское Сиренькино      | 3                             | ↘501      |              |
| 32       | Старомихайловское сельское поселение   | село Старая Михайловка            | 8                             | ↘743      |              |
| 33       | Старосуркинское сельское поселение     | село Старое Суркино               | 2                             | ↘1110     |              |
| 34       | Сулеевское сельское поселение          | село Сулеево                      | 5                             | ↘1637     |              |
| 35       | Тайсугановское сельское поселение      | село Тайсуганово                  | 1                             | ↘1233     |              |
| 36       | Ямашинское сельское поселение          | село Ямаши                        | 3                             | ↘820      |              |
| 37       | Ямашское сельское поселение            | село Ямаш                         | 5                             | ↘1266     |              |

## Населённые пункты
| №  | Населённый пункт      | Тип                     | Население | Муниципальное образование              |
| -- | --------------------- | ----------------------- | --------- | -------------------------------------- |
| 1  | Абдрахманово          | село                    | ↘1558     | Абдрахмановское сельское поселение     |
| 2  | Акташ                 | железнодорожная станция |           | Русско-Акташское сельское поселение    |
| 3  | Ак-Чишма              | деревня                 |           | Бишмунчинское сельское поселение       |
| 4  | Ак-Чишма              | деревня                 |           | Новокашировское сельское поселение     |
| 5  | Альметьевск           | город                   | ↘163 747  | город Альметьевск                      |
| 6  | Аппаково              | село                    |           | Аппаковское сельское поселение         |
| 7  | Багряж                | деревня                 |           | Клементейкинское сельское поселение    |
| 8  | Багряж-Никольское     | деревня                 |           | Багряж-Никольское сельское поселение   |
| 9  | Байлар                | деревня                 |           | Старомихайловское сельское поселение   |
| 10 | Бахчасарай            | посёлок                 |           | Бишмунчинское сельское поселение       |
| 11 | Берёзовка             | посёлок                 |           | Борискинское сельское поселение        |
| 12 | Берёзовка             | деревня                 |           | Ямашское сельское поселение            |
| 13 | Бикасаз               | село                    |           | Новокашировское сельское поселение     |
| 14 | Бишмунча              | село                    |           | Бишмунчинское сельское поселение       |
| 15 | Болгар-1              | деревня                 |           | Новокашировское сельское поселение     |
| 16 | Болгар-2              | деревня                 |           | Старомихайловское сельское поселение   |
| 17 | Болтаево              | посёлок                 |           | Новоникольское сельское поселение      |
| 18 | Борискино             | село                    |           | Борискинское сельское поселение        |
| 19 | Бута                  | село                    | →380      | Бутинское сельское поселение           |
| 20 | Бутинское лесничество | населённый пункт        |           | Альметьевское сельское поселение       |
| 21 | Васильевка            | село                    |           | Васильевское сельское поселение        |
| 22 | Верхний Акташ         | село                    | ↗868      | Верхнеакташское сельское поселение     |
| 23 | Верхняя Мактама       | село                    |           | Верхнемактаминское сельское поселение  |
| 24 | Владимировка          | деревня                 |           | Аппаковское сельское поселение         |
| 25 | Гульбакча             | деревня                 |           | Старомихайловское сельское поселение   |
| 26 | Дальняя Ивановка      | деревня                 |           | Багряж-Никольское сельское поселение   |
| 27 | Дербедень             | село                    |           | Альметьевское сельское поселение       |
| 28 | Добромыш              | село                    |           | Борискинское сельское поселение        |
| 29 | Елхово                | село                    | ↘838      | Елховское сельское поселение           |
| 30 | Ерсубайкино           | село                    |           | Ерсубайкинское сельское поселение      |
| 31 | Завод                 | посёлок                 |           | Новоникольское сельское поселение      |
| 32 | Зай-Чишма             | село                    |           | Ямашское сельское поселение            |
| 33 | Ильтень-Бута          | село                    |           | Аппаковское сельское поселение         |
| 34 | Ирекле                | деревня                 |           | Старомихайловское сельское поселение   |
| 35 | Иштиряк               | деревня                 |           | Новоникольское сельское поселение      |
| 36 | Калейкино             | железнодорожная станция |           | Лесно-Калейкинское сельское поселение  |
| 37 | Калейкино             | село                    |           | Калейкинское сельское поселение        |
| 38 | Кама-Елга             | деревня                 |           | Бишмунчинское сельское поселение       |
| 39 | Кама-Исмагилово       | село                    | ↘681      | Кама-Исмагиловское сельское поселение  |
| 40 | Каменка               | посёлок                 |           | Новоникольское сельское поселение      |
| 41 | Каськи                | село                    |           | Старомихайловское сельское поселение   |
| 42 | Кзыл Кеч              | деревня                 |           | Нижнеабдулловское сельское поселение   |
| 43 | Кзыл-Кичу             | посёлок                 |           | Бишмунчинское сельское поселение       |
| 44 | Кителга               | деревня                 |           | Сиренькинское сельское поселение       |
| 45 | Кичуй                 | село                    |           | Кичуйское сельское поселение           |
| 46 | Кичучатово            | село                    | ↘896      | Кичучатовское сельское поселение       |
| 47 | Клементейкино         | село                    |           | Клементейкинское сельское поселение    |
| 48 | Красная Горка         | деревня                 |           | Ямашинское сельское поселение          |
| 49 | Кузайкино             | село                    | ↗691      | Кузайкинское сельское поселение        |
| 50 | Кульшарипово          | село                    | ↗2547     | Кульшариповское сельское поселение     |
| 51 | Кульшарипово          | железнодорожная станция |           | Лесно-Калейкинское сельское поселение  |
| 52 | Малый Багряж          | деревня                 |           | Багряж-Никольское сельское поселение   |
| 53 | Малый Шуган           | посёлок                 |           | Новоникольское сельское поселение      |
| 54 | Маметьево             | село                    |           | Маметьевское сельское поселение        |
| 55 | Миннибаево            | село                    | ↗1066     | Миннибаевское сельское поселение       |
| 56 | Миннибаево            | станция                 |           | Миннибаевское сельское поселение       |
| 57 | Молодёжный            | посёлок                 |           | Альметьевское сельское поселение       |
| 58 | Мугезле-Елга          | деревня                 |           | Старомихайловское сельское поселение   |
| 59 | Нагорное              | деревня                 |           | Кичуйское сельское поселение           |
| 60 | Наратлы               | деревня                 |           | Старомихайловское сельское поселение   |
| 61 | Нижнее Абдулово       | село                    |           | Нижнеабдулловское сельское поселение   |
| 62 | Нижняя Мактама        | пгт                     | ↘9574     | посёлок городского типа Нижняя Мактама |
| 63 | Новая Елань           | село                    |           | Ерсубайкинское сельское поселение      |
| 64 | Новая Михайловка      | село                    |           | Сулеевское сельское поселение          |
| 65 | Новая Чишма           | деревня                 |           | Клементейкинское сельское поселение    |
| 66 | Новое Каширово        | село                    |           | Новокашировское сельское поселение     |
| 67 | Новое Надырово        | село                    | ↘1507     | Новонадыровское сельское поселение     |
| 68 | Новое Суркино         | село                    |           | Старосуркинское сельское поселение     |
| 69 | Новоникольск          | село                    |           | Новоникольское сельское поселение      |
| 70 | Новотроицкое          | село                    |           | Новотроицкое сельское поселение        |
| 71 | Нолинка               | деревня                 |           | Ямашское сельское поселение            |
| 72 | Петровка              | посёлок                 |           | Ямашское сельское поселение            |
| 73 | Полянка               | деревня                 |           | Клементейкинское сельское поселение    |
| 74 | Поташная Поляна       | посёлок                 |           | Новоникольское сельское поселение      |
| 75 | Рождественка          | деревня                 |           | Аппаковское сельское поселение         |
| 76 | Рокашево              | село                    |           | Ямашинское сельское поселение          |
| 77 | Русский Акташ         | село                    | ↘3770     | Русско-Акташское сельское поселение    |
| 78 | Русское Сиренькино    | деревня                 |           | Сиренькинское сельское поселение       |
| 79 | Сабанче               | деревня                 |           | Калейкинское сельское поселение        |
| 80 | Салкын Чишма          | деревня                 |           | Сулеевское сельское поселение          |
| 81 | Самарканд             | посёлок                 |           | Маметьевское сельское поселение        |
| 82 | Сосновка              | посёлок                 |           | Новоникольское сельское поселение      |
| 83 | Старая Михайловка     | село                    |           | Старомихайловское сельское поселение   |
| 84 | Старое Суркино        | село                    |           | Старосуркинское сельское поселение     |
| 85 | Сулеево               | село                    |           | Сулеевское сельское поселение          |
| 86 | Тайсуганово           | село                    | ↗1248     | Тайсугановское сельское поселение      |
| 87 | Тихоновка             | село                    | ↘1605     | посёлок городского типа Нижняя Мактама |
| 88 | Туктар                | деревня                 |           | Верхнемактаминское сельское поселение  |
| 89 | Улаклы Чишма          | деревня                 |           | Васильевское сельское поселение        |
| 90 | Урсалабаш             | село                    |           | Сулеевское сельское поселение          |
| 91 | Хазовка               | посёлок                 |           | Новоникольское сельское поселение      |
| 92 | Холодная Поляна       | село                    |           | Новоникольское сельское поселение      |
| 93 | Чувашское Сиренькино  | деревня                 |           | Сиренькинское сельское поселение       |
| 94 | Чупаево               | село                    |           | Маметьевское сельское поселение        |
| 95 | Шарлама               | деревня                 |           | Сулеевское сельское поселение          |
| 96 | Шегурча               | деревня                 |           | Новотроицкое сельское поселение        |
| 97 | Юкале                 | деревня                 |           | Старомихайловское сельское поселение   |
| 98 | Ямаш                  | село                    |           | Ямашское сельское поселение            |
| 99 | Ямаши                 | село                    |           | Ямашинское сельское поселение          |

Упразднённые населённые пункты:
- 2001 год — деревни Новая Ильтень и Красная Поляна[46]

## Экономика

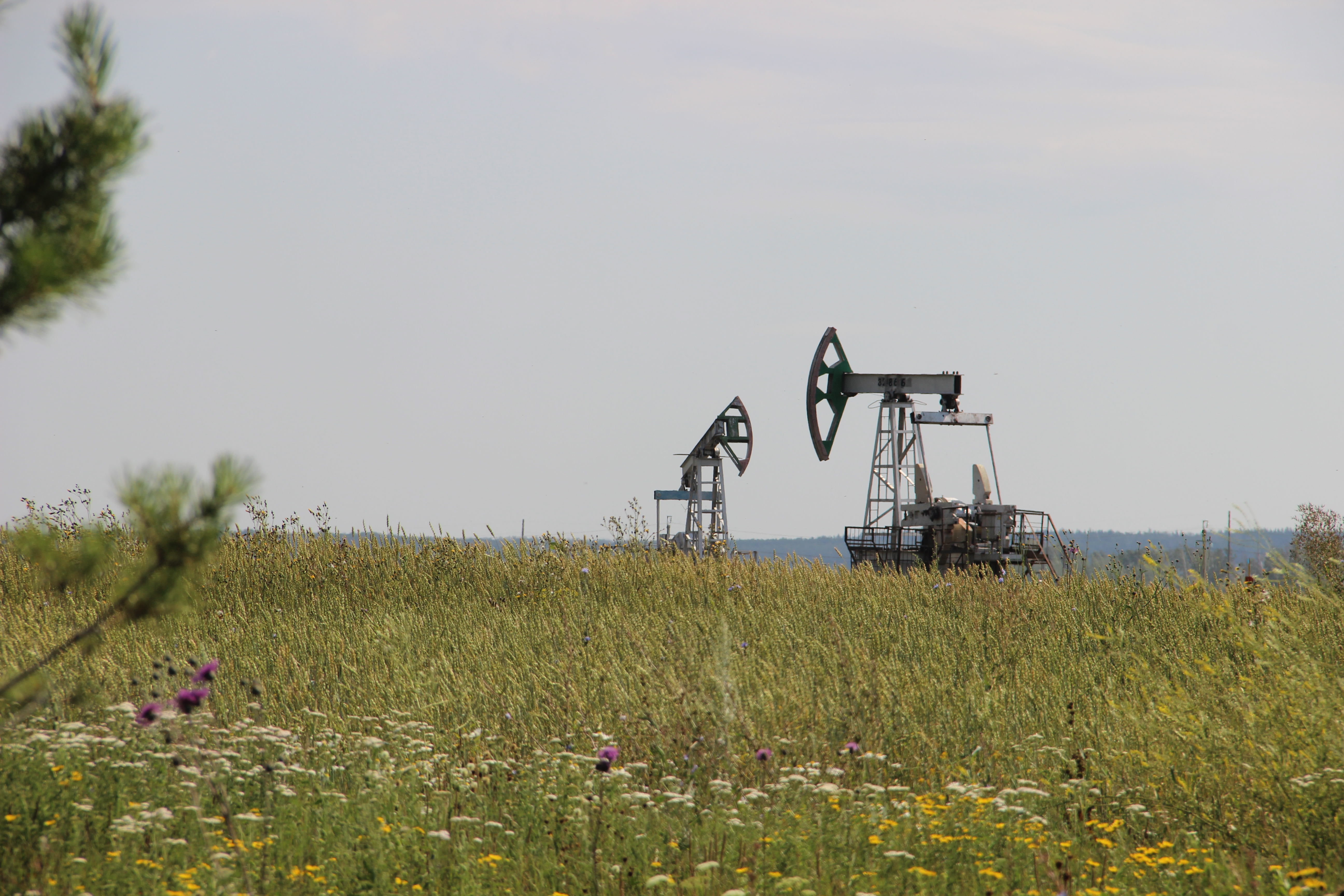
Добыча нефти в Ямаше

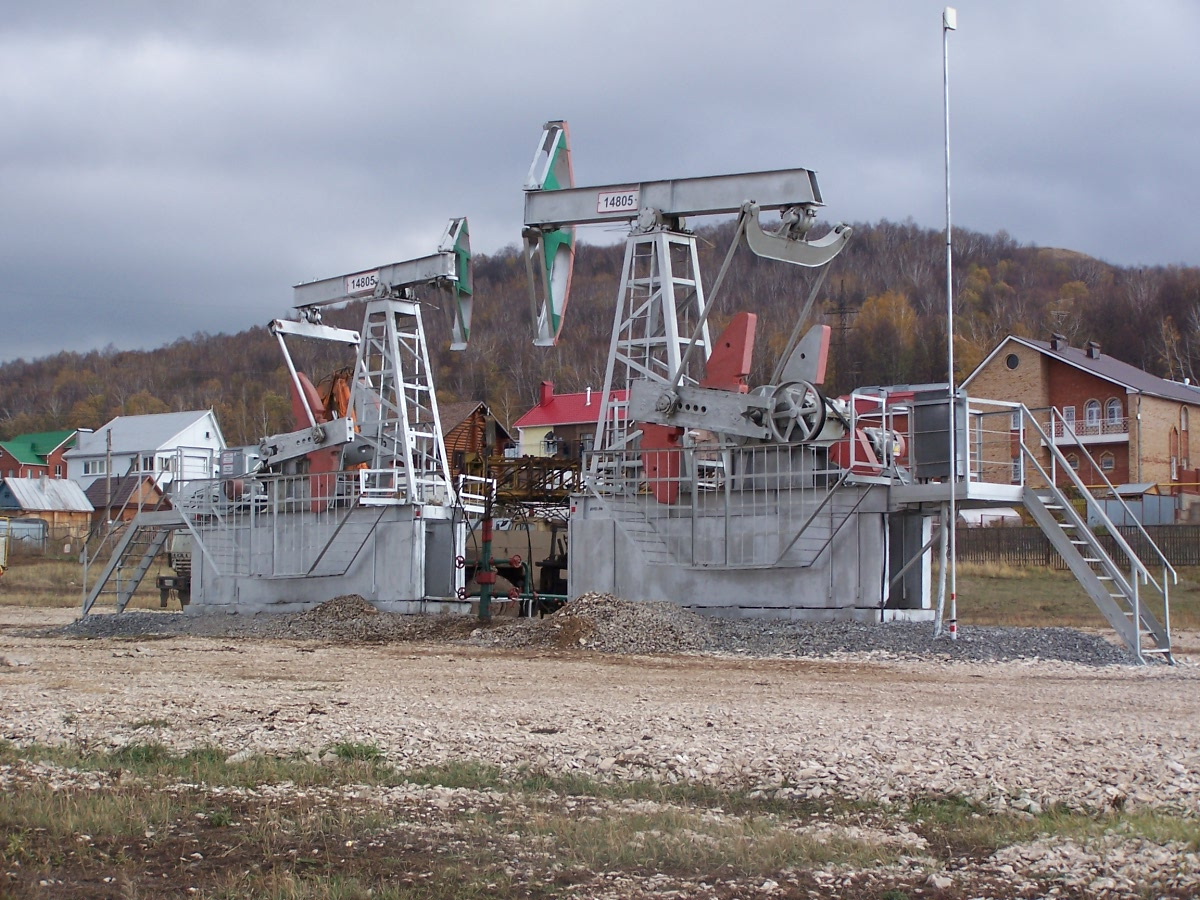
Поселение при нефтяных насосах

### XVIII—XX века
Хотя сельское хозяйство продолжало играть ключевую роль в экономике края, во второй половине XVIII и начале XIX веков значительное развитие получили горнозаводская и нефтяная промышленность. Географическое положение восточного Закамья предопределило развитие транзитной торговли со Средней Азией и расцвет ярмарочной торговли. Экономическому росту региона также способствовало расширение путей сообщения, включая почтовые и торговые тракты. Многие местные жители были вовлечены в перевозку грузов.
После начала Гражданской войны, Альметьевская волость несколько раз становилась местом противостояния воюющих сторон. В 1918 году красноармейцы воевали с частями чехословацких войск, а в 1919-м — против армии Колчака. В результате войны сельское хозяйство было ослаблено, и в 1921 году в Поволжье наступил сильный голод. Результатом этого стало разорение многих хозяйств и убыль населения в результате смерти и миграции. По подсчётам историков, в период с июня 1921-го по март 1922-го Татарстан покинуло около 200 тысяч человек. В общей сложности от голода пострадало два миллиона человек, из которых умерло более 100 тысяч. В одном Бугульминском кантоне, к которому относился Альметьевск, от голода погибло 35 тысяч жителей.
В период НЭПа экономика республики постепенно восстанавливалась. В годы расцвета в Альметьевской волости работало 90 торговых и мелких промышленных предприятий. В конце 1920-х в районе началась коллективизация и борьба с традиционным укладом жизни. За короткий срок крестьянские хозяйства были объединены в 45 колхозов, а «уклоняющиеся» раскулачены и репрессированы в рамках известного в Татарской АССР «Альметьевского дела». В 1931 году руководство новообразованного района обвинили в «правооппортунистическом уклоне» и намеренном срыве хлебозаготовок. Четверо районных руководителей были расстреляны, многие получили тюремный срок. Этот яркий эпизод насильственной коллективизации стал известен в республике как «альметьевщина».
Послевоенный период характеризовался значительным развитием энергетики и нефтедобычи на юго-востоке. В 1948 году было открыто одно из крупнейших в мире месторождений «Ромашкино». Через два года недалеко в деревне Миннибаево Альметьевского района открыли ещё одно нефтяное месторождение, это дало толчок экономическому росту района, поэтому уже в 1953-м Альметьево получил статус города и был переименован в Альметьевск.
Другим важным достижением было начало сплошной газификация Альметьевского района наряду с другими регионами республики, осуществлённой благодаря использованию нефтяного газа на Миннибаевской нефтеносной площади. В 1950-е годы Миннибаевский газоперерабатывающий завод был рекордсменом по производству топливного газа и сырья из попутного газа.

### Нефтяная промышленность
К середине XX века в Татарстане обнаружили месторождения с суммарным запасом нефти около 430 млн тонн. В 1950 году Совет министров СССР издал указ об объединении нескольких трестов в группу «Татнефть», в течение нескольких лет ставшей самой крупной нефтедобывающей организацией в СССР. В 1960—1980 годы добыча нефти возрастала. Распад Советского Союза и переход к рыночной экономике сказался и на региональном бюджете. По мнению экономических историков, «в республике был отчётливо выражен структурный кризис: сохранялся разрыв между добывающими отраслями и перерабатывающими, выпускающими готовую продукцию». Однако уже с середины 1990-х экономика края испытала экономический рост. С получением экономического суверенитета «Татнефть» смогла выйти на мировой рынок и стать первой российской нефтяной компанией в списке Лондонской фондовой биржи. В 2000-х «Татнефть» остаётся градообразующим предприятием Альметьевского района, инвестируя в региональную экономику и участвуя в со многих социальных городских проектах. В 2005 году в регионе открылся «Нижнекамский нефтеперерабатывающий завод», впоследствии переименованный в «Танеко».
На 2016 год на долю района приходилось около 30 % всего промышленного производства республики. Здесь также действуют крупные предприятия нефтяной промышленности (такие как «Альметьевнефть», «Ямашнефть», «Елховнефть» и другие) и обрабатывающей промышленности (Альметьевский трубный завод, Альметьевский завод железобетонных изделий, Альметьевский завод «Радиоприбор», «Алнас», «Баулюкс»). В 2018-м район планировал подать на статус ТОСЭР (на статус территории опережающего социально-экономического развития), специализирующейся на несырьевом производстве с ориентацией на экспорт.

### Инвестиционный потенциал
Альметьевский муниципальный район занимает второе место в республике по показателям социально-экономического развития за январь-сентябрь 2020 года. Валовый территориальный продукт в 2019-м составил более 425 млрд рублей, а объём отгруженных товаров оценивается в 962 млрд с динамикой роста в 4 %. Средняя зарплата в регионе составила 46 тысяч рублей, что на 6,9 % выше в сравнении с предыдущим годом. Согласно отчёту Федеральной службы госстатистики по Республике Татарстан, в 2019-м Альметьевский район привлёк более 44 млрд инвестиций (помимо бюджетных средств и малого бизнеса), что почти на 1,5 млрд меньше предыдущего года. По данным Комитета Республики Татарстан по социально экономическому мониторингу, инвестиции региона в основной капитал района по полному кругу хозяйствующих субъектов в первом полугодие 2020-го составляет 18 млрд рублей, или 8,7 % от общего объёма инвестиций в республике.
Помимо нефтедобывающей промышленности, производственный потенциал региона представлен тремя промышленными площадками площадью 51 тысяч м², 16 тысяч которых пока вакантны.
Руководство района держит курс на диверсификацию экономики края и поддержку сельского хозяйства. Благодаря местной программе повышения деловой активности среди сельского населения, к 2018 году число личных подсобных хозяйств выросло на 15 %. Среди перспективных инвестиционных проектов — реконструкция молочного завода, модернизация завода по глубокой переработке зерна, посадка яблоневого сада, использование второй по площади ягодной фермы в России и другие проекты.
В 2019-м правительство Татарстана заявило о планах по созданию в Альметьевске особой экономической зоны по примеру по примеру «Алабуги» и «Иннополиса». В первый этап строительства до 2024 года планируется вложить более 70 млрд рублей. Строительство третьей в республике ОЭЗ должны способствовать развитию экономики края и создать благоприятные условия для инвестиций.

### Транспорт
Альметьевск расположен в 279 км на юго-востоке от Казани. В 16 км от административного центра находится одноимённая железнодорожная станция. Вокруг Альметьевска находится узел автодорог, среди которых: Р-239 Казань — Альметьевск — Оренбург — граница с Казахстаном, 16А-0003 Набережные Челны — Альметьевск, 16К-0077 Альметьевск — Азнакаево, 16К-0131 Кузайкино (Р-239) — Нурлат, 16К-0334 Альметьевск — Муслюмово. По югу района проходит строящаяся автомагистраль транспортного коридора Западная Европа — Западный Китай. А также действует железнодорожная линия Агрыз — Набережные Челны — Акбаш с веткой на Альметьевск — Нижнюю Мактаму. В районе существуют следующие станции и остановочные пункты (с севера на юг):
- ОП 95 км, Акташ, ОП 85 км, Альметьевская, ОП 74 км, Кульшарипово, Миннибаево, ОП 54 км, Керлей, ОП 48 км.
- на ветке в Нижнюю Мактаму (от ст. Кульшарипово): Альметьевск-Грузовая[63].

## Экология

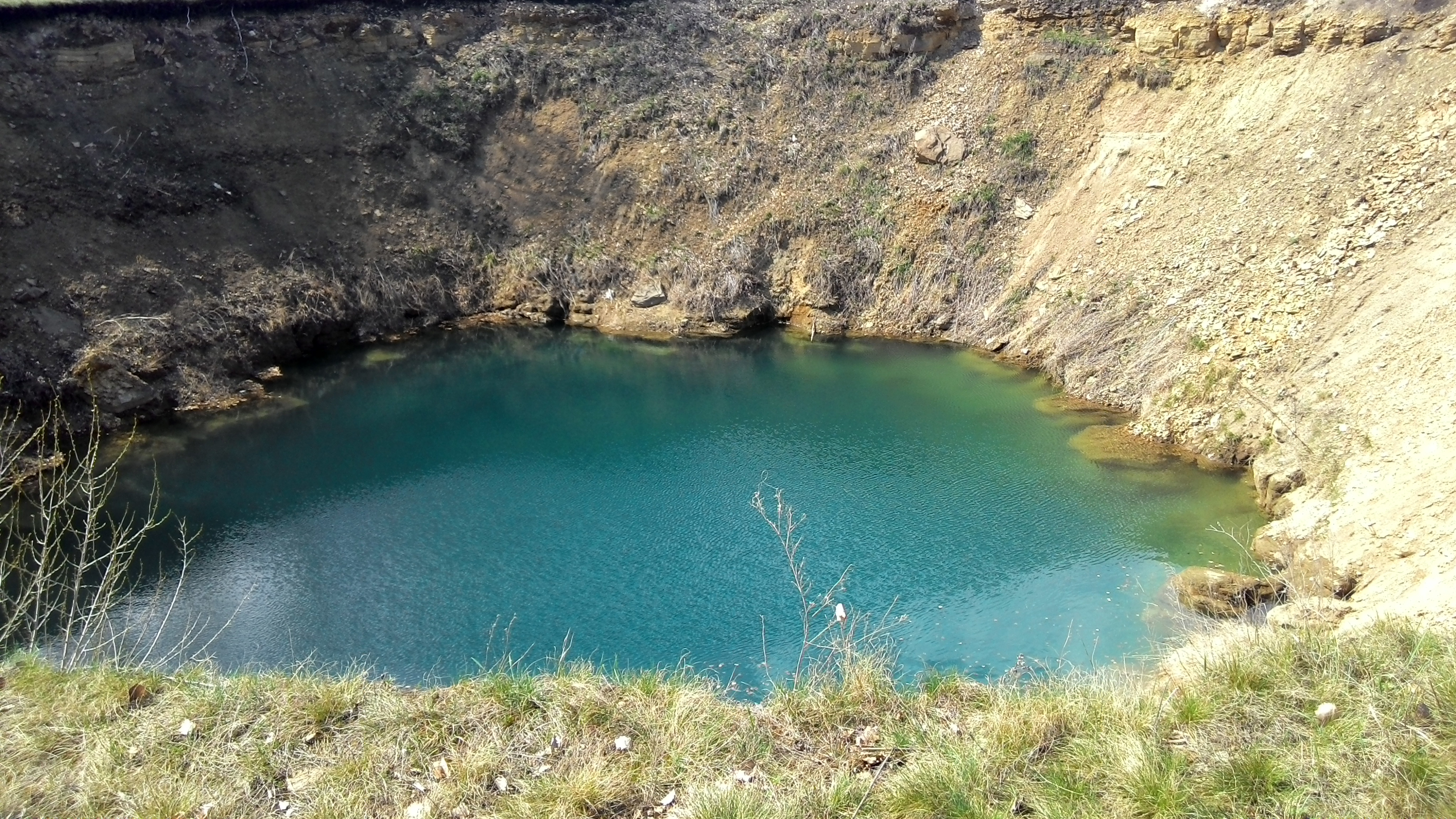
Озеро Акташский провал

Вопросы экологии стоят наиболее остро в нефтедобывающих регионах. Близость нефтепромыслов может оказывать серьёзное воздействие на целостность и структуру почвы и состояние подземных вод. По данным исследователей Ю. П. Бубнова и М. В. Кожевниковой, проводивших замеры в начале 2000-х, «[в]оды верхне- и ниже-камских отложений за последние 30-40 лет сильно изменили свой состав. Так, состав вод верхнеказанских отложений стал хлоридно-гидрокарбонатным натриево-магниево-кальциевым, а нижнекамских — сульфатно-гидрокарбонатно-хлоридным натриево-магниево-кальциевым. Основной причиной изменения состава подземных вод стал техногенный фактор: нефтегазодобывающая деятельность, сельское хозяйство и бытовые отходы». Учёные предлагают органам управления заняться мониторингом окружающей среды. С 1995 года в Альметьевском муниципальном районе функционирует Департамент экологии и благоустройства, ответственный за экологическое состояние региона. В рамках Года экологии в России (2017), администрация района утвердила специальную программу на 2017—2021 годы по обеспечению «экологической и санитарно-эпидемиологической безопасности населения». Кроме того, в Альметьевском государственном нефтяном институте проводятся мероприятия (встречи, беседы, республиканские и городские конкурсы) для вовлечения молодых людей в экологическую деятельность. Группа «Татнефть» также регулярно участвует в выставке «Экотехнология и оборудование 21 века».

## Социальная сфера

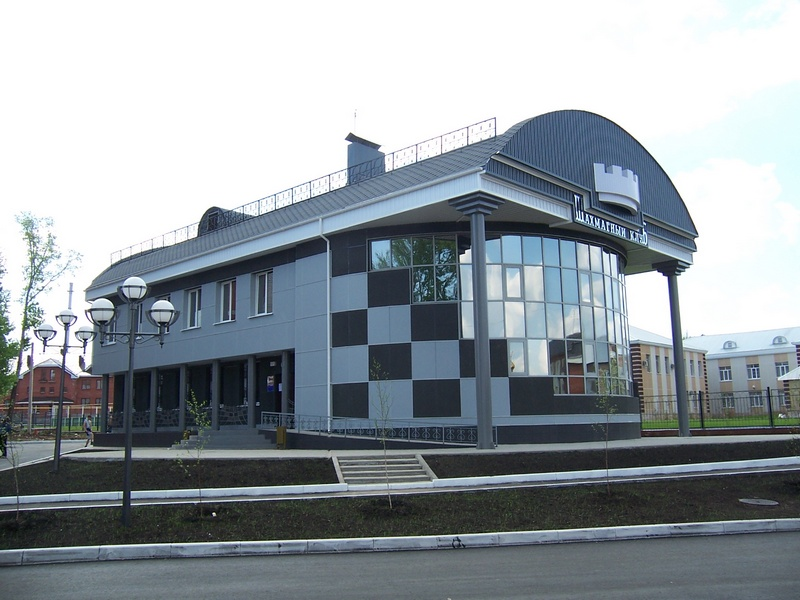
Альметьевский шахматный клуб

Развитие нефтедобывающей и перерабатывающей промышленности подстегнуло подготовку собственных специалистов на местах. Вскоре после открытия первых месторождений в районном центре был организован учебно-консультационный пункт заочного факультета Московского нефтяного института имени Ивана Губкина. В 1992-м на основе филиала открылся Альметьевский нефтяной институт, через одиннадцать лет получивший статус государственного. В общей сложности на 2020 год в городе и районе работают четыре вуза и шесть заведений среднего профессионального образования.
В 1975 году в административном центре открылась Альметьевская картинная галерея имени Г. А. Стефановского, крупнейшая на юго-западе. С 1994-го в районе работает Альметьевский краеведческий музей и другие региональные музеи. С 1997 года в регионе работает отделение Союза композиторов Республики Татарстан, а в местном Союзе журналистов состоит более 80 членов. На 2020 год в Альметьевске и районе функционируют 135 учреждений культуры и искусства, 36 мечетей и 13 церквей. Также здесь работают учебные заведения для обязательного и дополнительного образования, в которых учатся более 35 тысяч детей. Особое место занимают исламские религиозно-просветительские школы — медресе. Для дополнительного образования функционируют девять детских спортивных школ и 24 спортивных клуба и организации.
Два районных телеканала — «Луч» и «Альметьевск-ТВ», местные газеты: «Әлмәт таңнары» («Альметьевские зори») выходит на татарском, «Знамя труда» на русском языке и «Альметьевский вестник» («Әлмәт хәбәрләре») на татарском и русском языках.